# بروك ستيب
بروك ستيب (بالإنجليزية: Brook Steppe)‏ مواليد 7 نوفمبر 1959 في تشابل هيل، هو لاعب كرة سلة أمريكي معتزل. بدأ مسيرته الاحترافية في سنة 1982. تم اختياره من قبل فريق سكرامنتو كينغز خلال الدرافت. يبلغ طوله 6 قدم 5 بوصة (2.0 م). اعتزل اللعب في 1995.

## المسيرة الاحترافية
لعب مع سكرامنتو كينغز في موسم 1982–1983، ثم لعب مع إنديانا بايسرز في موسم 1983–1984، ثم لعب مع ديترويت بيستونز في موسم 1984–1985، ثم لعب مع سكرامنتو كينغز في موسم 1986–1987، ثم لعب مع بورتلاند ترايل بلايزرز في سنة 1989.

## روابط خارجية
- بروك ستيب على موقع إن بي أي (الإنجليزية)
- بروك ستيب على موقع سبورتس رفرنس (الإنجليزية)
- بروك ستيب على موقع كلية كرة السلة في سبورتس رفرنس.كوم (الإنجليزية)
- بروك ستيب على موقع ريلجم (الإنجليزية)
- بروك ستيب على موقع بروبوليرز (الإنجليزية)